# 基布勒鎮區 (阿肯色州克勞福德縣)
基布勒鎮區（英語：Kibler Township）是位於美國阿肯色州克勞福德縣的一個行政鎮區。

## 地方資料
基布勒鎮區的面積為71.28平方千米，當中陸地面積為68.15平方千米，而水域面積為3.13平方千米。根據2010年美國人口普查的數據，當地共有人口1240人，而人口密度為每平方千米17.4人。